# Loxocera glandicula
Loxocera glandicula är en tvåvingeart som beskrevs av Iwasa 1993. Loxocera glandicula ingår i släktet Loxocera och familjen rotflugor.
Artens utbredningsområde är Nepal. Inga underarter finns listade i Catalogue of Life.